# Vi è ben noto
Vi è ben noto é uma encíclica do Papa Leão XIII escrita ao episcopado italiano para a dedicação de todo o mês de outubro à oração do Santo Rosário, a fim de melhorar a situação da Igreja na Itália e a liberdade do Pontífice e da Igreja. Foi publicada em 20 de setembro de 1887.
"Não se pode esconder que, embora graças à misericórdia de Deus o sentimento religioso seja forte e amplamente difundido entre os italianos, ainda assim, pela má influência dos homens e dos tempos, a indiferença religiosa está aumentando e, portanto, diminui esse respeito e amor filial pela Igreja, que foi a glória de nossos antepassados e na qual eles colocaram sua maior ambição”. 
Ele exortou ainda os bispos a encorajar entre seus paroquianos uma “profissão aberta e sincera da fé e dos ensinamentos de Jesus Cristo, deixando de lado todo respeito humano e considerando antes de tudo o interesse da religião e a salvação das almas”. 
Leão XIII invoca Maria sob o título de "Rainha do Rosário", e elevou a classificação de Festa do Rosário (7 de outubro) para uma festa de segunda classe dupla.